# Sassey-sur-Meuse
Sassey-sur-Meuse – miejscowość i gmina we Francji, w regionie Grand Est, w departamencie Moza.
Według danych na rok 1990 gminę zamieszkiwało 118 osób, a gęstość zaludnienia wynosiła 27 osób/km² (wśród 2335 gmin Lotaryngii Sassey-sur-Meuse plasuje się na 927. miejscu pod względem liczby ludności, natomiast pod względem powierzchni na miejscu 1067.).